# Organització de l'església ortodoxa
L'Església Ortodoxa, com l'Església catòlica, afirma ser una Església Santa, Catòlica, i Apostòlica.
El terme Església ortodoxa occidental s'utilitza a vegades per denominar el que és tècnicament un vicari dins les Esglésies ortodoxes d'Antioquia i les Esglésies ortodoxes russes i, per tant una part de l'Església ortodoxa oriental com el terme que es defineix aquí. El terme "Església Ortodoxa Occidental" no agrada als membres d'aquesta vicariat.
En el segle v, les Esglésies ortodoxes orientals es van separar pel Concili de Calcedònia del tronc comú del Cristianisme (i és per això que es divideix en l'Església ortodoxa i la Catòlica). Fet que va ocórrer abans del Gran Cisma d'Orient del segle xi. No s'ha de confondre amb l'Ortodoxia oriental.

## Governança de l'Església
L'Església ortodoxa és una comunió que comprèn les quinze esglésies jeràrquiques autocefàliques separades que es reconeixen com a "canòniques" de les esglésies cristianes ortodoxes. Cada església constituent és autònoma; el bisbe d'alt rang (un patriarca, arquebisbe, bisbe metropolità) no informa cap autoritat terrenal més alta. Cada església regional està formada per eparquies constituents (o diòcesis) governades per bisbes. Algunes esglésies auotcèfaliques han donat a una eparquia o grup d'eparquies un grau variable d'autononomia. Aquestes esglésies autònomes mantenen diferents nivells de dependència de la seva església mare, generalment definida en un Tomos o un altre document d'autonomia. En molts casos, les esglésies autònomes són gairebé totalment autònomes, ja que l'església mare conserva només el dret de nomenar el bisbe més alt (arquebisbe o bisbe metropolità) de l'església autònoma.
La governança normal es promulga a través d'un sínode de bisbes dins de cada església. En el cas d'assumptes que van més enllà de l'àmbit d'una sola església, diverses esglésies autònomes envien representants a un sínode més ampli, de vegades prou ampli com per ser anomenat "concili ecumènic" ortodox.. Es considera que aquests consells tenen una autoritat superior a la de qualsevol església autocèfala o al seu bisbe superior.
L'Església ortodoxa és descentralitzada, sense tenir cap autoritat central, terrenal o un únic bisbe en un paper de lideratge. Així, l'Església Ortodoxa utilitza un sistema canònic de sínodes, que és significativament diferent de l'Església catòlica organitzada jeràrquicament i que segueix la doctrina de la supremacia papal. Les referències al Patriarca Ecumènic de Constantinoble com a líder són una interpretació errònia del seu títol ("primer entre iguals"). El seu títol és d'honor més que autoritat i, de fet, el patriarca no té cap autoritat real sobre les altres esglésies que no siguin les de Constantinoble. El seu paper únic sovint veu el Patriarca referit com a "dirigent espiritual" de l'Església ortodoxa, dins algunes fonts, encara que aquest no és un títol oficial del patriarca ni s'utilitza habitualment en fonts acadèmiques sobre el patriarcat.
Les esglésies autocàfales estan en plena comunió entre si, ade manera que qualsevol sacerdot de qualsevol d'aquestes esglésies pot ministrar legalment a qualsevol membre d'alguna d'elles,i cap membre de cap culte és exclòs pels demes, inclosa la recepció de l'Eucaristia.
A principis de l'edat mitjana, l'Església Santa, Catòlica i Apostòlica va ser governada per cinc patriarques: els bisbes de Roma, Constantinoble, Alexandria, Antioquia, i Jerusalem; aquests van ser col·lectivament referits com a Pentarquia. Cada patriarca tenia jurisdicció sobre bisbes en una regió geogràfica determinada. Això va continuar fins al 927, quan l'arquebisbe autònom búlgar es va convertir en el primer patriarca promogut per unir-se als cinc originals.
El patriarca de Roma va ser inicialment una "distinció honorífica" entre el cinc patriarques. El desacord sobre els límits de la seva autoritat va ser una de les causes del Gran Cisma, convencionalment datat a l'any 1054, que va dividir l'església a l'Església catòlica d'Occident, encapçalada pel bisbe de Roma i l'Església ortodoxa, liderada per els quatre patriarques orientals. Després del cisma, aquesta primacia honorífica es va traslladar al patriarca de Constantinoble, que prèviament havia estat reconegut com a segon lloc al Primer Consell de Constantinoble.

## Jurisdiccions

### Esglésies ortodoxes autocèfales
Ordenades per ordre d'antiguitat, amb l'any d'independència (autocefalia) donada entre parèntesis, on es pot aplicar.

#### Els quatre antics patriarcats
1. Església ortodoxa de Constantinoble
2. Església ortodoxa d'Alexandria
3. Església ortodoxa d'Antioquia
4. Església ortodoxa de Jerusalem

#### Patriarcats joves
1. Església ortodoxa russa (1448, es va reconèixer el 1589)
2. Església ortodoxa sèrbia (1219)
3. Església ortodoxa romanesa (1872, es va reconèixer el 1885)
4. Església ortodoxa búlgara (870)
5. Església ortodoxa de Geòrgia (486)

#### Arquebisbats autocèfals
1. Església ortodoxa de Xipre (431, es va reconèixer el 478)
2. Església ortodoxa de Grècia (1833, es va reconèixer el 1850)
3. Església ortodoxa albanesa (1922, es va reconèixer el 1937)
4. Església ortodoxa polonesa (1924)
5. Església ortodoxa txeca i eslovaca (1951, 1998)
6. Església ortodoxa a Amèrica (1970)
7. Església ortodoxa a Chile (1973)

El quatre antics patriarcats són els més grans, seguits dels cinc patriarcats mes moderns. Els arquebisbats autocèfals segueixen els patriarcats mes antics, amb l'Església de Xipre com la mes antiga (431 dC). En els diptics de l'Església ortodoxa russa i algunes de les seves esglésies filles (p. ex., l'Església ortodoxa a Amèrica), l'ordre de les cinc esglésies patriarcals mes joves es diferent. Després de l'Església russa, li segueix en rang la de Georgia, seguida per la sèrbia, romanesa, i després la búlgara. L'ordre els arquebisbats es igual.

### Esglésies ortodoxes autònomes

POC: Consell pan-ortodoxe

Sota el Patriarcat de Constantinoble
- Comunitat autònoma monàstica de Mont Atos
- Església ortodoxa de Creta
- Església ortodoxa finlandesa
- Església ortodoxa d'Estònia * (autonomia reconeguda pel Patriarcat ecumènic però no per l'Església ortodoxa russa)
- Arquebisbat de les Esglésies ortodoxes russes de l'Europa Occidental*

Sota l'Església ortodoxa grega d'Antioquia

- Archdiòcesi de l'Església ortodoxa d'Amèrica del Nord

Sota l'Església ortodoxa grega de Jerusalem
- Monestir de Santa Caterina del Sinai

Sota l'Església ortodoxa russa
- Església ortodoxa belarussa
- Església ortodoxa letona
- Església ortodoxa ucraïnesa (Patriarcat de Moscou)* (autonomia reconeguda per l'Església ortodoxa russa però no pel Patriarcat Ecumènic)
- Església ortodoxa moldava
- Església ortodoxa japonesa* (autonomia reconeguda per l'Església ortodoxa russa però no pel Patriarcat Ecumènic)
- Església ortodoxa xinesa* (virtualment inexistent, amb autonomia reconeguda per l'Església ortodoxa russa però no pel Patriarcat Ecumènic)
- Església ortodoxa russa a l'Exili*

Sota l'Església ortodoxa sèrbia
- Arquebisbat ortodox d'Ohrid

Sota l'Església ortodoxa Romanesa
- Església metropolitana de Bessarabia
- Arquebisbat ortodox romanès a les Amèriques

L'autonomia no universalment reconeguda.

### Esglésies ortodoxes amb autogovern limitat però sense autonomia
Sota el Patriarcat de Constantinople
- Arquebisbat ortodoxe grec d'Itàlia
- Exarcat de les Filipines
- Diòcesi carpato-russa americana
- Església ortodoxa ucraïnesa de Canadà
- Església ortodoxa ucraïnesa dels EUA

### Esglésies en resistència
Es tracta d'esglésies que s'han separat de la comunió convencional sobre qüestions d'ecumenisme i reforma del calendari des dels anys vint. A causa del que aquestes esglésies perceben com errors del modernisme i de l'ecumenisme en la ortodòxia general, s'abstenen de la concelebració i de la Litúrgia Divina, tot mantenint que romanen plenament dins dels límits canònics de l'Església: i.e., professen creences ortodoxes, conservant la Successió apostòlica legítima, i existeixen en comunitats amb continuïtat històrica. A excepció de l'Església ortodoxa de Grècia (Sínode Sagrat en la Resistència), es donarà a conèixer als fidels de totes les jurisdiccions canòniques i seran reconegudes per comunió amb l'Església Ortodoxa Russa a l'Exili.
Partint del restabliment dels llaços oficials entre l'Església Ortodoxa Russa a l'Exili (ROCOR) i el Patriarcat de Moscou, l'Església Ortodoxa de Grècia (Sant Sínode en la Resistència) ha trencat la comunió eclesial amb ROCOR, però el contrari no ha passat. No esta clara la imposició del calendari antic en les Esglésies búlgares i romaneses.
Les Esglésies a la resistència són:
- Església ortodoxa de Grècia (Sínode Sagrat en la Resistència) (1924-2014; fusionat amb Església dels cristians ortodoxes genuïns de Grècia)
- Calendari vell de l'Església ortodoxa búlgara
- Calendari vell de l'Església ortodoxa Romanesa
- Església verdadera ortodoxa de Sèrbia
- Església autònoma ortodoxa russa
- Arquebisbat autònom metropolità d'Amèrica del Nord i del Sud i les Illes Britàniques

### Esglésies que s'han tancat voluntat pròpia
Aquestes Esglésies no practiquen Comunió completa amb cap altra jurisdicció ortodoxa ni tendeixen a reconèixer-se mútuament. Tanmateix, igual que les "Esglésies en la resistència", es consideren dins dels límits canònics de l'Església: és a dir, professen creences ortodoxes, mantenen el que creuen que són una successió apostòlica legítima i existeixen en comunitats amb continuïtat històrica. No obstant això, la seva relació amb totes les altres esglésies ortodoxes encara no està clara, ja que les esglésies ortodoxes normalment reconeixen i són reconegudes per les altres.
- Vells creients
- Església dels Cristians ortodoxes genuïns de Grècia
- Església verdadera ortodoxa russa
- Església ortodoxa russa a Amèrica
- Església ortodoxa autocèfala ucraïnesa
- Església ortodoxa autocèfala belarussa

### Esglésies que no són reconegudes
Les Esglésies següents reconeixen tota altra idea dominant Esglésies ortodoxes, però no és reconegut per qualsevol d'ells a causa de diverses disputes:
- Església ortodoxa abkaziana
- Església ortodoxa búlgara – sínode Alternatiu
- Església ortodoxa croata (1942–1945)
- Església ortodoxa a Itàlia
- Església ortodoxa macedònia – Arquebisbat Ohrid
- Església ortodoxa montenegrina
- Església ortodoxa turca
- Església ortodoxa ucraïnesa (Patriarcat Kyiv)

### Esglésies que no es reconeixen entre elles i no son plenament ortodoxes
Les Esglésies següents utilitzen el terme "ortodoxe" en el seu nom i porten la creença o les tradicions de l'església ortodoxa Oriental, però combinen creences i tradicions d'altres denominacions fora de l'Ortodoxia oriental:
- Església ortodoxa evangèlica (sincrètica amb la protestant - amb elements evangélics i carismàtics)